# Robert Behnken
Robert Louis Behnken (ur. 28 lipca 1970 w Creve Coeur, w stanie Missouri) – amerykański inżynier, pilot wojskowy, członek korpusu astronautów NASA.

## Wykształcenie oraz praca zawodowa
- 1988 – ukończył szkołę średnią (Pattonville High School) w Maryland Heights, stan Missouri.
- 1992 – został absolwentem Washington University, gdzie uzyskał licencjat z fizyki i budowy maszyn. Podczas studiów przeszedł kurs dla oficerów rezerwy (ROTC – Reserve Officers' Training Corps).
- 1993 – na California Institute of Technology uzyskał tytuł magistra w dziedzinie budowy maszyn. W 1997 na tej samej uczelni obronił pracę doktorską.
- 1997 – rozpoczął czynną służbę wojskową w bazie Eglin na Florydzie.
- 1998 – w bazie Edwards, stan Kalifornia, ukończył szkołę dla pilotów doświadczalnych (Air Force Test Pilot School) i uzyskał uprawnienia inżyniera doświadczalnego. Pozostał następnie w tej bazie aż do czasu przyjęcia do NASA. Uczestniczył w kompleksowych testach myśliwca Lockheed F-22 Raptor. Był głównym inżynierem doświadczalnym dla wersji 4004.

Na ponad 25 typach samolotów wylatał ponad 1300 godzin.

## Praca w NASA i kariera astronauty
- 2000 – 26 lipca został przyjęty do korpusu amerykańskich astronautów (NASA-18(inne języki)) jako kandydat na specjalistę misji.
- 2002 – zakończył 18-miesięczne przeszkolenie podstawowe, po którym otrzymał przydział do Biura Astronautów NASA do Wydziału Eksploatacji Wahadłowców, z zadaniem wspierania operacji startu i lądowania w KSC. W późniejszych latach pracował też m.in. jako szef Wydziału Eksploatacji Stacji Kosmicznej (Space Station Operations Branch).
- 2007 – 29 stycznia wyznaczony został do składu załogi misji STS-123 w roli specjalisty misji.
- 2008 – 11 marca wystartował do misji STS-123 wahadłowca Endeavour. Podczas tego lotu do ISS został dołączony japoński moduł Kibō oraz kanadyjski manipulator Special Purpose Dexterous Manipulator.
- 2010 – 8 lutego wystartował do misji STS-130 wahadłowca Endeavour.
- 2012–2015 – był szefem Biura Astronautów NASA[1].
- 2015 – 9 lipca agencja NASA ogłosiła, że Behnken został jednym z czterech astronautów wybranych do szkolenia i przygotowań do testowych lotów na prywatnych statkach kosmicznych firm SpaceX (statek Crew Dragon) i Boeing (CST-100 Starliner), budowanych w ramach Commercial Crew Program. Docelowo statki te mają być wykorzystywane przez NASA do transportu astronautów na stację ISS oraz powrotu ze stacji na Ziemię[1]. Behnken i Douglas Hurley stanowią pierwszą załogową misję testową statku Crew Dragon, która wystartował  30 maja 2020 roku[2].

## Nagrody i odznaczenia
- Defense Superior Service Medal
- Defense Meritorious Service Medal
- Air Force Commendation Medal – dwukrotnie: 1998 i 2000
- Air Force Achievement Medal – 1997
- NASA Space Flight Medal – dwukrotnie: 2008 i 2010
- Universal Astronaut Insignia za lot orbitalny (nr 469) – Stowarzyszenie Uczestników Lotów Kosmicznych (Association of Space Explorers(inne języki))[3]

## Wykaz lotów
| Loty kosmiczne, w których uczestniczył Robert L. Behnken                 | Loty kosmiczne, w których uczestniczył Robert L. Behnken | Loty kosmiczne, w których uczestniczył Robert L. Behnken | Loty kosmiczne, w których uczestniczył Robert L. Behnken | Loty kosmiczne, w których uczestniczył Robert L. Behnken | Loty kosmiczne, w których uczestniczył Robert L. Behnken | Loty kosmiczne, w których uczestniczył Robert L. Behnken |
| №                                                                        | Data startu                                              | Statek kosmiczny                                         | Data lądowania                                           | Statek kosmiczny                                         | Funkcja                                                  | Czas trwania                                             |
| ------------------------------------------------------------------------ | -------------------------------------------------------- | -------------------------------------------------------- | -------------------------------------------------------- | -------------------------------------------------------- | -------------------------------------------------------- | -------------------------------------------------------- |
| 1                                                                        | 11 marca 2008                                            | STS-123 Endeavour F-21                                   | 27 marca 2008                                            | STS-123 Endeavour F-21                                   | Specjalista misji (MS-2)                                 | 15 dni 18 godzin 10 minut i 52 sekundy                   |
| 2                                                                        | 8 lutego 2010                                            | STS-130 Endeavour F-24                                   | 22 lutego 2010                                           | STS-130 Endeavour F-24                                   | Specjalista misji                                        | 13 dni 18 godzin 6 minut i 22 sekundy                    |
| 3                                                                        | 30 maja 2020                                             | SpaceX DM-2 Crew Dragon (Endeavour)                      | 2 sierpnia 2020                                          | SpaceX DM-2 Crew Dragon (Endeavour)                      | Specjalista misji                                        | 63 dni 23 godziny 25 minut i 21 sekund                   |
| Łączny czas spędzony w kosmosie – 93 dni 11 godzin 42 minut i 35 sekund. |                                                          |                                                          |                                                          |                                                          |                                                          |                                                          |